# Kreis Tuckum
Der Kreis Tuckum war ein Kreis im Gouvernement Kurland im Russischen Kaiserreich.

## Lage
Der Kreis Tuckum grenzte im Norden an den Rigaer Meerbusen und das Gouvernement Livland, im Osten an den Kreis Doblen, im Süden an das Gouvernement Kowno, im Westen an den Kreis Goldingen und im Nordwesten an den Kreis Talsen.

## Verwaltung

### Äußere Verwaltung
Der Kreis Tuckum bestand von 1819 mit Unterbrechungen bis 1949 im Gouvernement Kurland.
Im Ersten Weltkrieg erfolgte die Eroberung durch das Deutsche Heer. Teil von Ober Ost. Vom 3. März bis 22. September 1918 war er Teil des Herzogtum Kurland und Semgallen danach des Vereinigten Baltischen Herzogtums.

Lage im Gouvernement Kurland
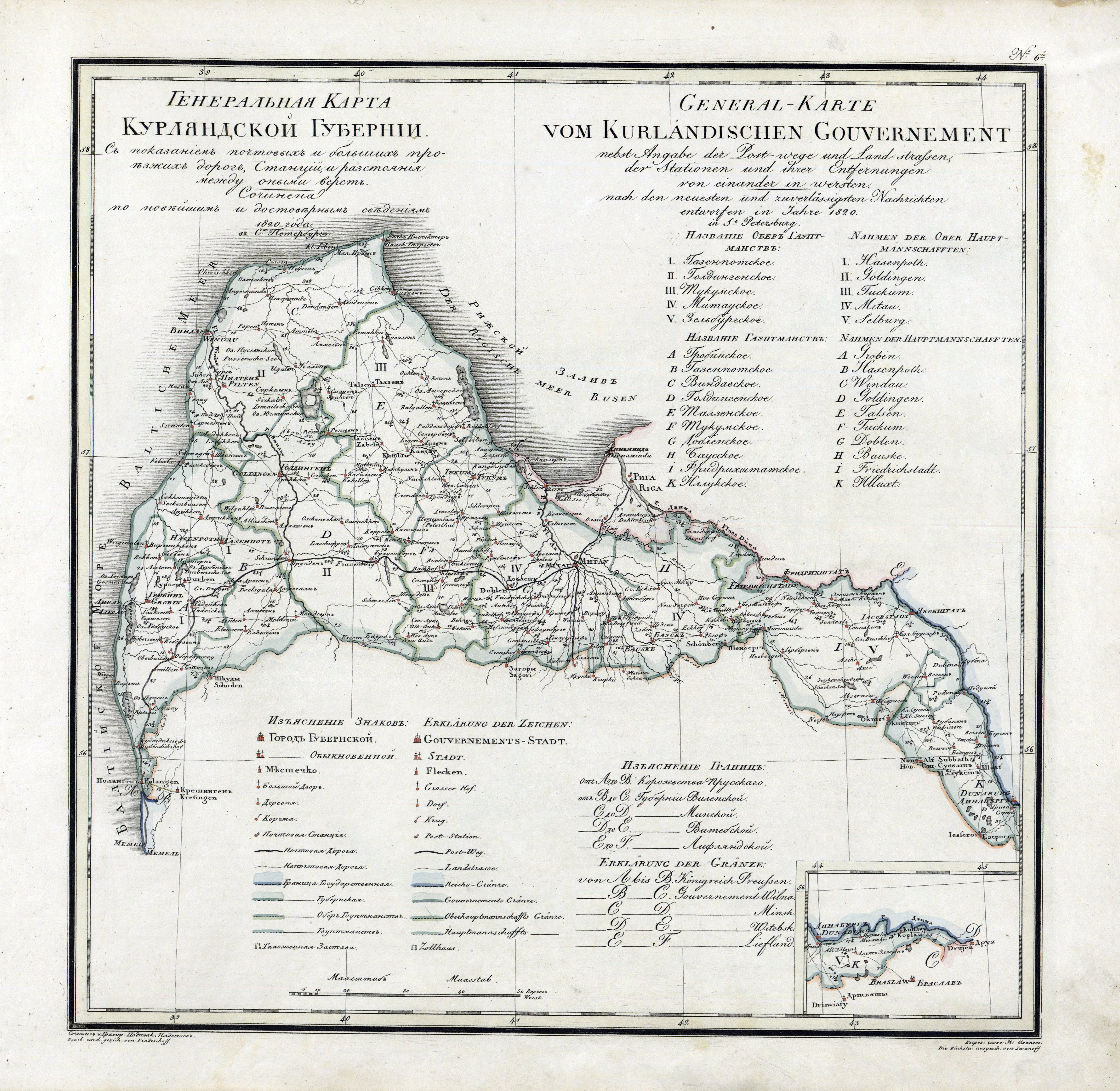
Das Gouvernement im Jahr 1821 (russisch/deutsch)
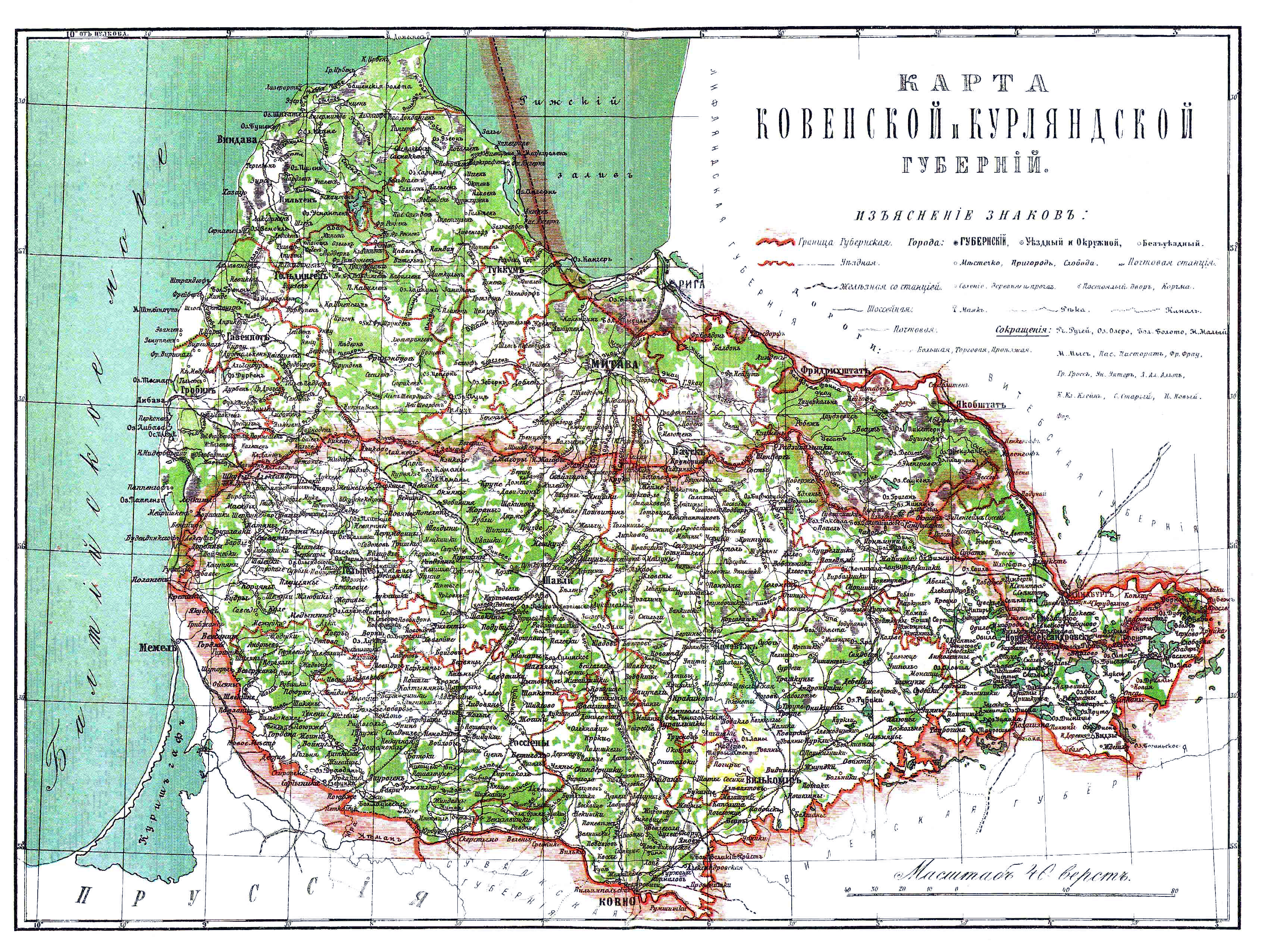
Die Gouvernements Kurland und Kaunas (Kowno) in einer russischen Karte um 1890
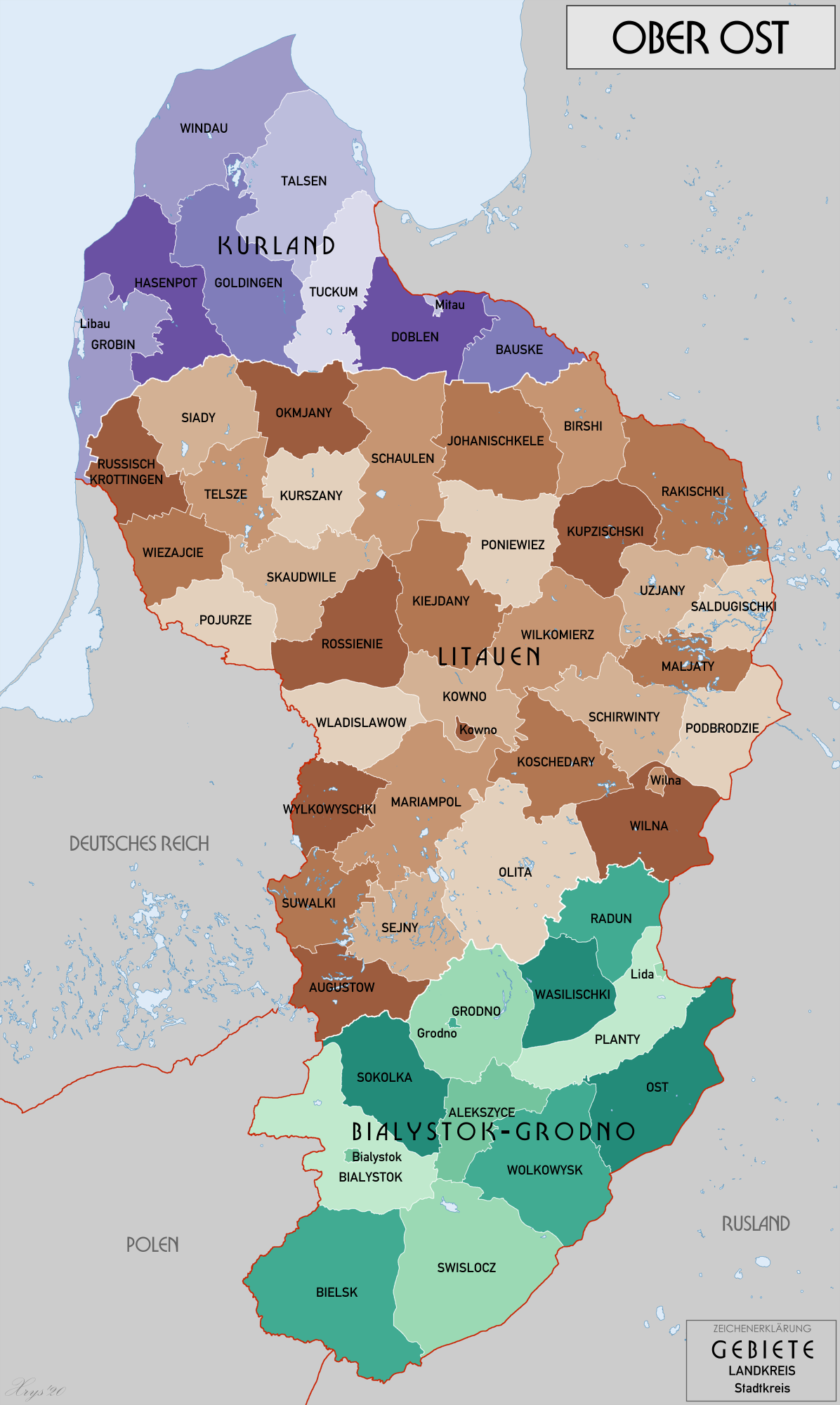
Nov. 1915 – Juli 1918 – Tuckum als Teil des Gebiets Kurland in Ober Ost.

1924 wurden die Kreise neu gegliedert. Während der Besetzung durch das Deutsche Reich erfolgte eine Unterstellung unter das Reichskommissariat Ostland. Das Gebiet Lettlands wurde als Generalbezirk Lettland verwaltet. Die Kreise wurden zu größeren Kreisen zusammengefasst. Tuckum wurde Teil des erweiterten Kreises Mitau.

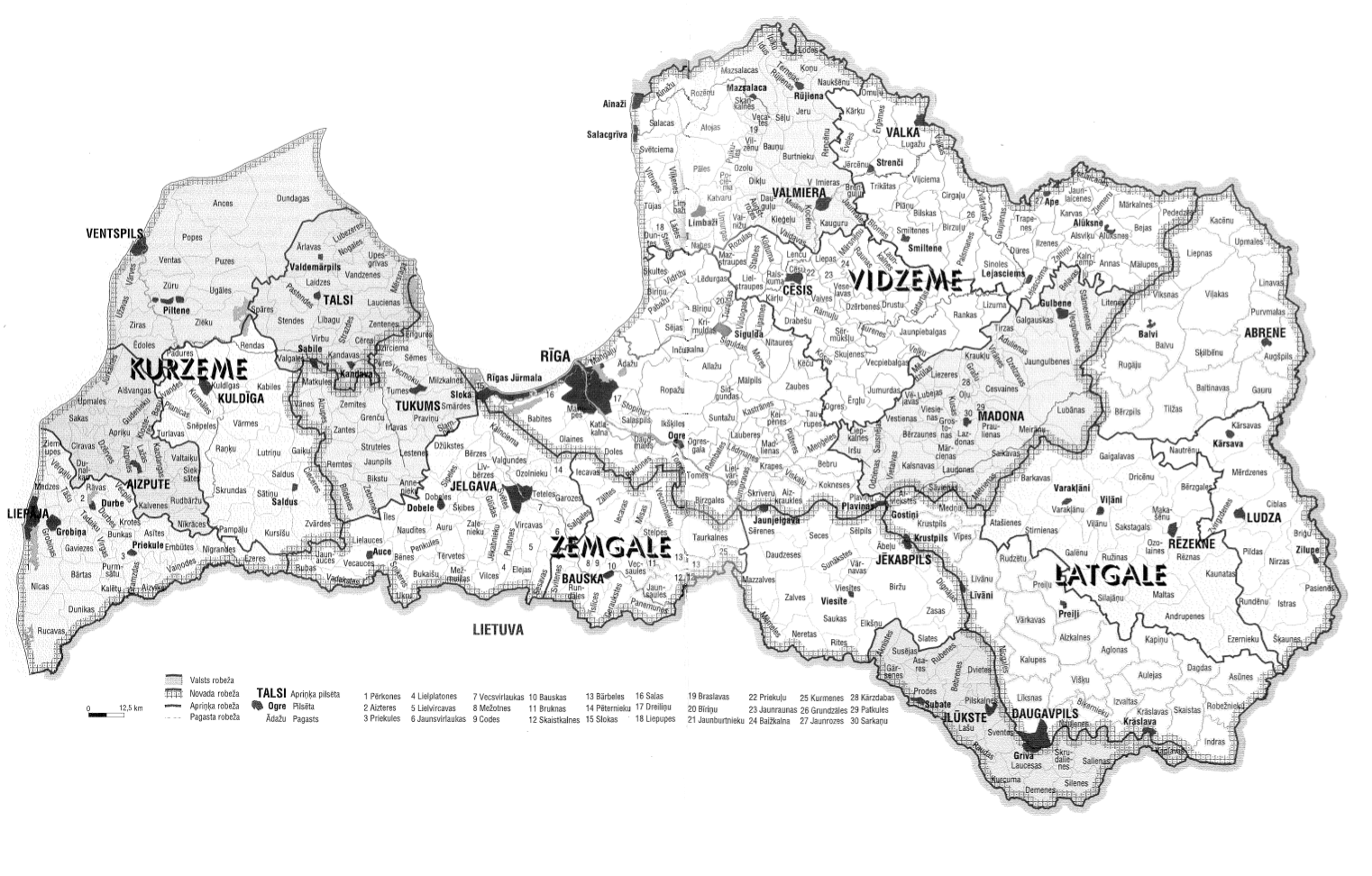
1924 im Staat Lettland
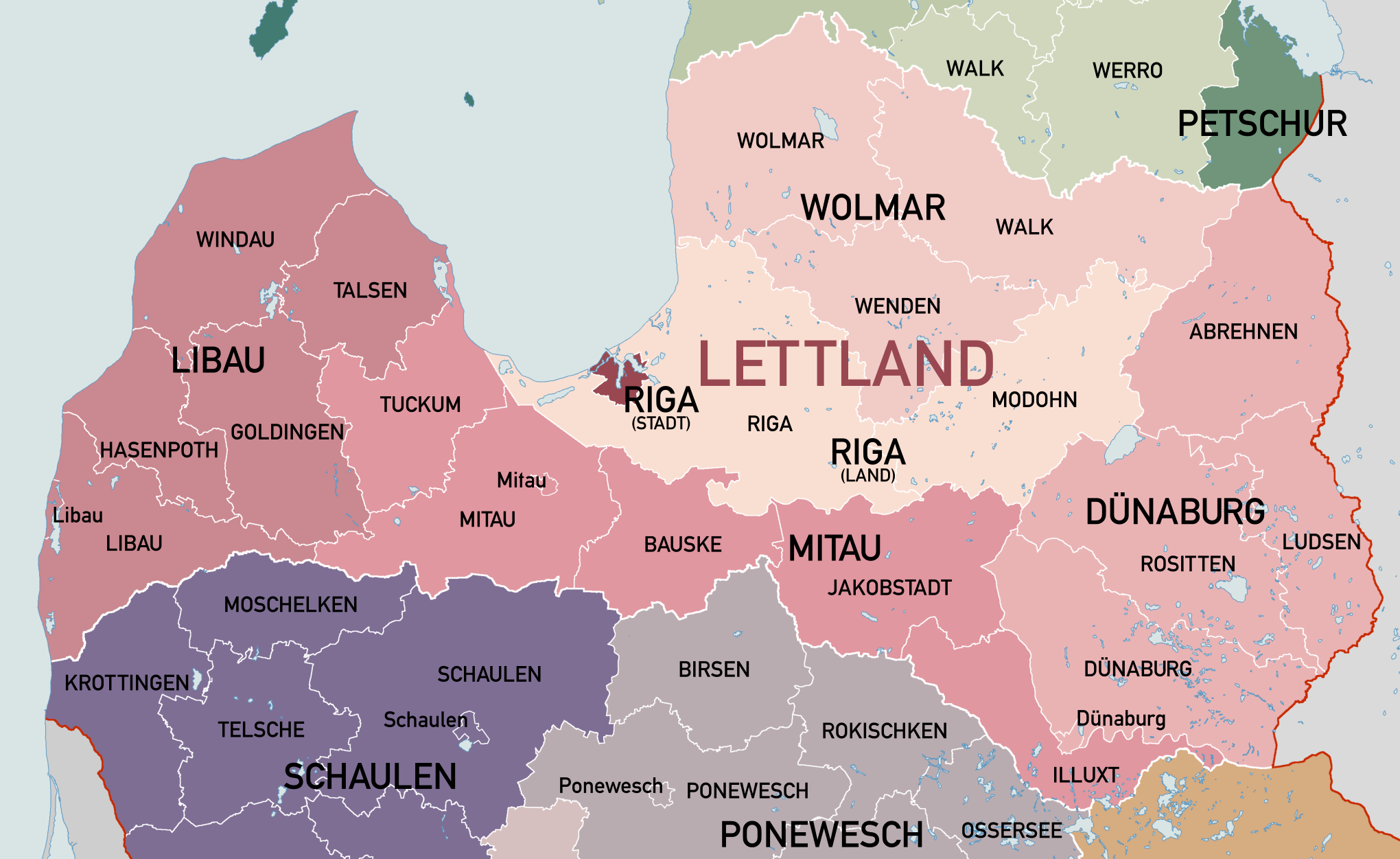
Tuckum war Teil des Kreises Mitau im Generalbezirk Lettland.
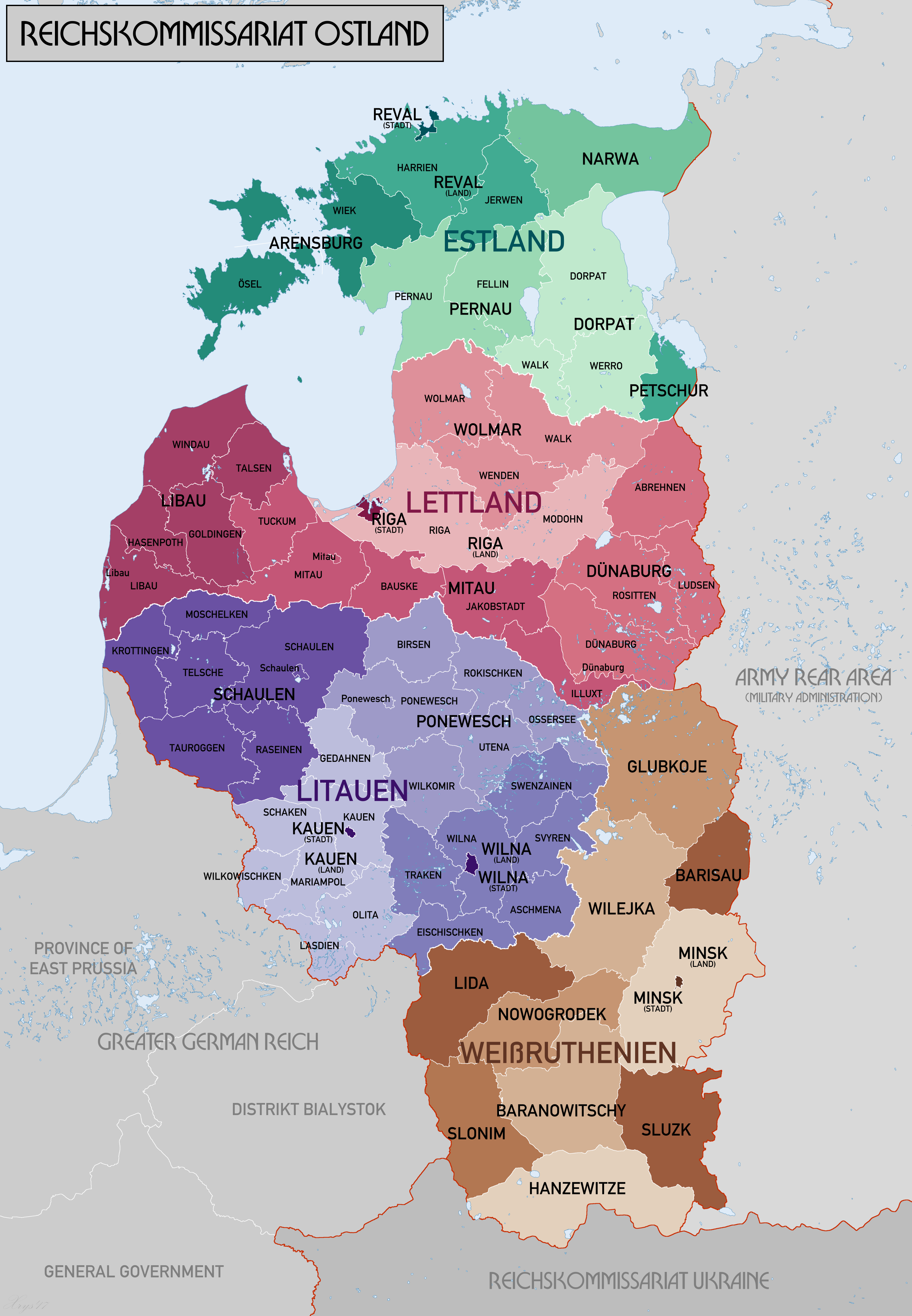
R.K. Ostland

#### Auflösung und Nachfolgegebiete

##### Lettischen SSR
Als Teil der Lettischen SSR war der Kreis zuerst einer von 19. Die 19 Kreise wurden am 31. Dezember 1949 aufgelöst und in 58 Rajone gegliedert. Am 1. August 1961 wurden 32 Rajone gebildet.

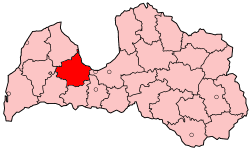
1961-08-01 Rajon Tukums – einer von 31 ländlichen Rajonen.
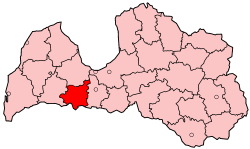
1961-08-01 Rajon Dobele – einer von 31 ländlichen Rajonen.

### Innere Verwaltung
- Kreisstadt Tuckum
- Kirchspiel Tuckum
- Kirchspiel Neuenburg
- Kirchspiel Autz

## Bevölkerung
Die Volkszählung im Russischen Reich 1897 ergab:
- Letten – 45 456 (89,0 %),
- Juden – 2717 (5,3 %),
- Deutsche – 2201 (4,3 %).